# Talvatisjaure
Talvatisjaure är en sjö i Jokkmokks kommun i Lappland och ingår i Luleälvens huvudavrinningsområde. Sjön har en area på 0,0955 kvadratkilometer och ligger 368,9 meter över havet.

## Delavrinningsområde
Talvatisjaure ingår i det delavrinningsområde (737054-167264) som SMHI kallar för Inloppet i Majtumsjön. Medelhöjden är 388 meter över havet och ytan är 10,62 kvadratkilometer. Räknas de 12 avrinningsområdena uppströms in blir den ackumulerade arean 157,07 kvadratkilometer. Appokälven som avvattnar avrinningsområdet har biflödesordning 3, vilket innebär att vattnet flödar genom totalt 3 vattendrag innan det når havet efter 243 kilometer. Avrinningsområdet består mestadels av skog (54 procent) och sankmarker (35 procent). Avrinningsområdet har 0,19 kvadratkilometer vattenytor vilket ger det en sjöprocent på 1,8 procent.